# 権現堂川
権現堂川（ごんげんどうがわ）は、埼玉県幸手市と久喜市を右岸、茨城県五霞町を左岸とし、両者の境界となっている利根川水系の一級河川である。元和7年（1621年）から大正15年（1926年）までは赤堀川とともに利根川の本流であった。

## 概要
権現堂川は江戸時代以前は渡良瀬川の河道で、そこから南流し東京湾へ注いだ（下流は太日川と呼ばれた）。
徳川家康江戸入府以降の利根川東遷事業の一環として、元和7年（1621年）に会の川・浅間川を経て古利根川の流路だった利根川本流を、新川通の開削により渡良瀬川の当川の流頭部に接続し、合わせて当川の拡幅が行われた。
承応3年（1654年）に赤堀川が開削され、利根川の水の一部が赤堀川から常陸川に流れる。これにより銚子から常陸川・赤堀川を遡り、栗橋から権現堂川・江戸川を経由し江戸へと至る水路が完成する。さらに、寛文5年（1665年）には逆川が開削され関宿から江戸川への水運の大動脈が開かれる。
その後、大正15年（1926年）に栗橋で流頭が締め切られ、昭和3年（1928年）に廃止、流頭と中川との合流点の間は現在中川の洪水抑制等を目的とする調節池である行幸湖となっている。旧権現堂川堤防のうち中川の堤防として残った部分は権現堂堤として桜の名所である。また、日光街道（現：国道4号）の栗橋交差点（国道125号との交差点）付近から中川に架かる行幸橋にかけての築堤も、かつての権現堂川の右岸堤防の名残で行幸堤（みゆきづつみ）と称されている。

## 橋梁
- かすみ橋
- 東北新幹線
- 大平橋
- 舟渡橋
- みゆき水門橋